# Primera División (1934/1935)
Primera División 1934/1935 był siódmym sezonem w najwyższej klasie rozgrywek piłkarskich w Hiszpanii. Trwał on od 2 grudnia 1934 do 28 kwietnia 1935. W sezonie udział wzięło 12 zespołów. Tytułu mistrz kraju bronił Athletic Bilbao.

## Tabela

### Legenda
| Legenda do tabeli              |
| Mistrz                         |
| Zdobywca Copa del Rey          |
| Spadkowicz do Segunda División |

### Tabela po zakończeniu sezonu
| Miejsce | Klub                 | Kolejka | Wygranych | Remisów | Przegranych | Gole strzelone | Gole stracone | Różnica | Punkty |
| ------- | -------------------- | ------- | --------- | ------- | ----------- | -------------- | ------------- | ------- | ------ |
| 1       | Real Betis           | 22      | 15        | 4       | 3           | 43             | 19            | 24      | 34     |
| 2       | Real Madryt          | 22      | 16        | 1       | 5           | 61             | 34            | 27      | 33     |
| 3       | Real Oviedo          | 22      | 12        | 2       | 8           | 60             | 47            | 13      | 26     |
| 4       | Athletic Bilbao      | 22      | 11        | 3       | 8           | 60             | 37            | 23      | 25     |
| 5       | Sevilla FC           | 22      | 11        | 2       | 9           | 53             | 38            | 15      | 24     |
| 6       | FC Barcelona         | 22      | 9         | 6       | 7           | 55             | 44            | 11      | 24     |
| 7       | Atlético Madryt      | 22      | 8         | 5       | 9           | 40             | 45            | -5      | 21     |
| 8       | Espanyol Barcelona   | 22      | 9         | 2       | 11          | 47             | 59            | -12     | 20     |
| 9       | Valencia CF          | 22      | 9         | 2       | 11          | 40             | 49            | -9      | 20     |
| 10      | Racing Santander     | 22      | 7         | 3       | 12          | 37             | 46            | -9      | 17     |
| 11      | Real Sociedad        | 22      | 5         | 1       | 16          | 28             | 67            | -39     | 11     |
| 12      | Arenas Club de Getxo | 22      | 3         | 3       | 16          | 17             | 56            | -39     | 9      |

## Objaśnienia
- 1. Real Betis - mistrz.

### Spadek doSegunda División
- 11. - Real Sociedad.
- 12. - Arenas Club de Getxo.

### Awans doPrimera División
- Hércules CF
- CA Osasuna

### ZdobywcaTrofeo Pichichi
- Isidro Láangara - Real Oviedo - 26 goli.